# 岩野喜久代
岩野 喜久代（いわの きくよ、1903年1月3日 - 1996年3月7日）は、歌人、大東出版社代表。

## 人物・来歴
広島県江田島海軍兵学校官舎に生まれる。1922年東京府女子師範学校（現東京学芸大学）卒業。1924年東洋大学倫理教育部入学。1925年10月大東出版社創立者、浄閑寺第24世岩野真雄と結婚。同11月仏教学者・高楠順次郎に師事する。1930年1月與謝野寛・晶子夫妻に師事し、新詩社同人となる。1942年9月與謝野晶子のあとを受け、文化学院にて短歌を指導。『明星』の後継誌『浅間嶺』を主宰。1948年1月法学者であり仏教研究者であった小野清一郎の聖典講座に参加。1968年夫の岩野真雄が死去、大東出版社の代表となる。

## 著書
- 『苔の花 哀悼歌集』岩野喜久代, 1937
- 『万里の秋』人文閣, 1939
- 『下町の灯 歌集』大東出版社, 1940
- 『颯秣建国の秋 歌集』大東出版社, 1978.5
- 『大正・三輪浄閑寺』(シリーズ大正っ子) 青蛙房, 1978.6
- 『投込寺異聞』青蛙房, 1983.1
- 『さかむら・しんみんさんの風光』仏教タイムス社, 1986.12
- 『夕日に向かって』青蛙房, 1988.9
- 『永井荷風と浄閑寺・與謝野晶子と荻窪のサロン 岩野喜久代随想集』大東出版社, 2011.5
- 『『明星』以後の歌人たち 歌誌『浅間嶺』を中心に 岩野喜久代随想集』大東出版社, 2013.3

編纂
- 『与謝野晶子書簡集 新版』編. 大東出版社, 1996.2